# Липпе-Вейсенфельд

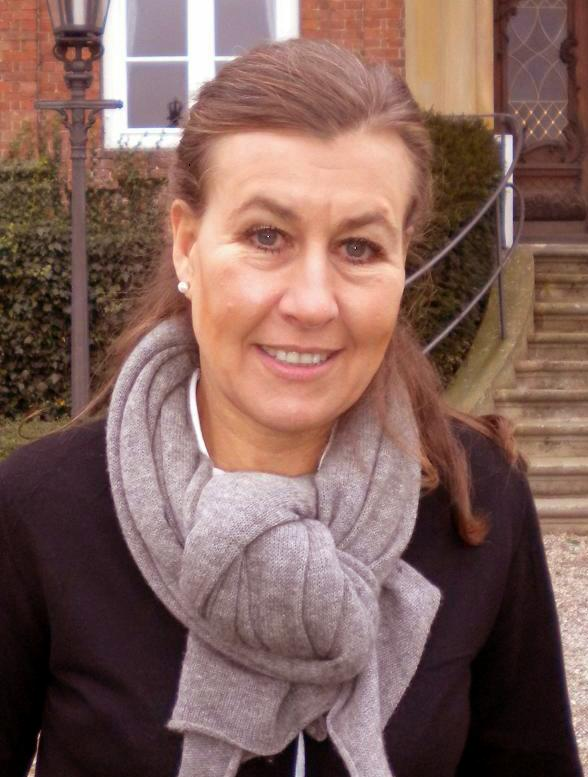
Принцесса Елизавета Липпе-Вейсенфельдская (р. 28 июля 1957 г.); жена Кристофа Принца Шлезвиг-Гольштейна, главы Ольденбургского дома.

Липпе-Вейсенфельд (нем. Lippe-Weißenfeld) - графы, а затем принцы младшей ветви династии дома Липпе, правившей княжеством Липпе до Германской революции 1918-19 гг.

## История
Липпе-Вайсенфельд — название младшей ветви ранее правившего дома Липпе. Ветвь отделилась от ветви Липпе-Бистерфельд, когда Фердинанд Иоганн Людвиг, граф Липпе-Бистерфельд (1709-1787), получил поместье Вейсенфельд в лесу недалеко от Шидер-Шваленберга в качестве своей резиденции в 1734 году. 
Бистерфельд и Вейсенфельд, были так называемыми парагиумами в графстве Липпе, позднее княжестве Липпе, которое существовало до 1918 года. 
Графство Шваленберг было унаследовано графами Липпе в 1365 году, и поместья Бистерфельд и Вейсенфельд были его частями. У Симона VII, графа Липпе, был младший сын, граф Георг Герман (1625-1678), который основал линию графов Липпе-Бистерфельд, а его внук, граф Фердинанд, основал младшую ветвь семьи, которая стала графами Липпе-Вейсенфельд. 
Братья граф Фердинанд (1772–1846) и граф Кристиан (1777–1859) основали две ветви рода Липпе-Вейсенфельд. 
24 февраля 1916 года члены старшей ветви, а именно семья графа Клеменса цур Липпе-Вейсенфельд (1860–1920) и его законные потомки по мужской линии, получили титул принца и принцессы с титулом Светлости. 9 ноября 1918 года все остальные законные члены мужского и женского пола младшей ветви Липпе-Вейсенфельд также были повышены с титула графа и графини до титула «ваше высочество» и получили титул принца и принцессы до титула «Ваша Светлость» от Леопольда IV, принца Липпе, который официально отказался от престола Липпе три дня спустя,12 ноября 1918 года. 
В течение XVIII века ветвь продолжала жить в довольно скромном поместье Вейсенфельд, а также владела Вейсенфельдер Холл в Лемго,которые больше не существуют. К концу XVIII века семья унаследовала значительные поместья в курфюршестве Саксонии и переехала туда. Фридрих Людвиг, 2-й граф Липпе-Вейсенфельд (1737-1791), чьей резиденцией теперь был замок Заслебен в Калау, получил в 1797 году от семьи своей жены, графов фон Герсдорф, владение Барут (включая поместья Ракель и Бухвальде), а позже также приобрел небольшие поместья Даубан и Сорниц. 
Его старший сын Фердинанд (1773-1846) унаследовал лордство Барут, в то время как младший единокровный брат последнего Кристиан (1777-1859) основал младшую линию и получил поместье Тейхниц около Баутцена от графов фон Гогенталь, семьи его матери, а также его жены. Позже были добавлены некоторые более мелкие поместья, такие как Любахау, Герсдорф и Дёберкиц. Его внук Клеменс,1-й принц Липпе-Вейсенфельд (1860-1920), приобрел замок Прошвиц около Мейсена, женившись на баронессе Фридерике фон Карловиц в 1910 году. 
Все имущество было экспроприировано в советской оккупационной зоне в 1945 году. После объединения Германии в 1990 году принц Георг Липпе-Вейсенфельд, младший сын Кристиана, 4-го принца Липпе-Вейсенфельда, выкупил поместье и замок Прошвиц и основал знаменитое винодельческое хозяйство Prinz zur Lippe, крупнейшую частную винодельню Саксонии. Помимо производства вина, он открывает замок для проведения концертов, балов, банкетов, конференций и свадеб. В 1895 году граф Эгмонт Принц Липпе-Вейсенфельд (1841-1896) купил замок Пфаффштетт в Австрии. После его смерти годом позже в 1896 году его семья продолжала занимать замок до 1909 года, когда они перепродали его Адольфу Фрайхерру фон Пеккенцеллю, чья семья владела замком до 1868 года, когда им пришлось продать его банкиру Генриху Клинкошу (1830-1889). Младший сын Эгмонта, принц Альфред цур Липпе-Вейссенфельд (1881-1960), в силу брака с графиней Анной фон Гесс (1895-1972) получил во владение замок Альт-Вартенбург, где его сын принц Эгмонт Липпе-Вейссенфельд провел свою юность и где родились его сестры, принцессы Каролина, София и Теодора. 
Замок был сильно поврежден в 1945 году во время Второй мировой войны.

## Принцы Липпе-Вейсенфельд
1. Принц Клеменс цур  Липпе-Вейсенфельд[8] (1860–1920) ⚭ баронесса Фридерика фон Карловиц (1878–1942), наследница замка Прошвиц
2. Принц Фердинанд цур Липпе-Вейсенфельд[9]  (1903-1939) ⚭ принцесса Доротея фон Шёнбург-Вальденбург (1905-2000)
3. Принц Франц цур Липпе-Вейсенфельд[10](1929-1995) ⚭ Люсия Стассен (род.1922)
4. Принц Кристиан цур Липпе-Вейсенфельд[11](1907–1996) ⚭ Графиня Полина цу Ортенбург (1913–2002)
5. Принц Фердинанд  цур Липпе-Вейсенфельд[12](р. 1942) ⚭ баронесса Каролина фон Фейлич (род. 1939)
6. Наследный принц Фердинанд цур Липпе-Вейсенфельд  (р. 1976) ⚭ Принцесса Августа Баварская (род. в 1979), дочь принца Луитпольда Баварского
7. Принц Луи-Фердинанд Людвиг Беатус Бернхард Кристофер Хулио Патрик цур Липпе-Вейсенфельд (р. 2013)
8. Принц Карл Филипп цур Липпе-Вейсенфельд (р. 2015 г.)

## Представители
- Принц Эгмонт цур Липпе-Вейсенфельд (14 июля 1918 г. - 12 марта 1944 г.);Капитан Люфтваффе
- Принцесса Анна Липпе-Вейсенфельдская (10 февраля 1886 — 8 февраля 1980); вторая жена Леопольда IV, принца Липпе
- Принцесса Тереза Амалия цур Липпе-Вайсенфельд (21 июля 1925 г. - 16 июля 2008 г.); первая жена Ганса Генриха барона фон Тиссена-Борнемисы; вышла замуж во второй раз за принца Фридриха Максимилиана цу Фюрстенберга (1926–1969).
- Принцесса Елизавета Липпе-Вейсенфельдская (р. 28 июля 1957 г.); жена Кристофа Принца Шлезвиг-Гольштейна, главы Ольденбургского дома

## Резиденции дома Липпе-Вейсенфельд

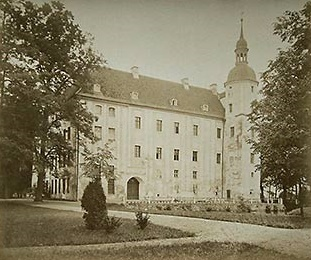
Замок Барут (Оберлаузиц,Саксония)
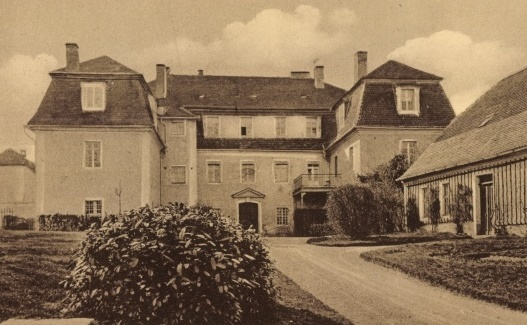
Замок Тайхниц (Саксония)
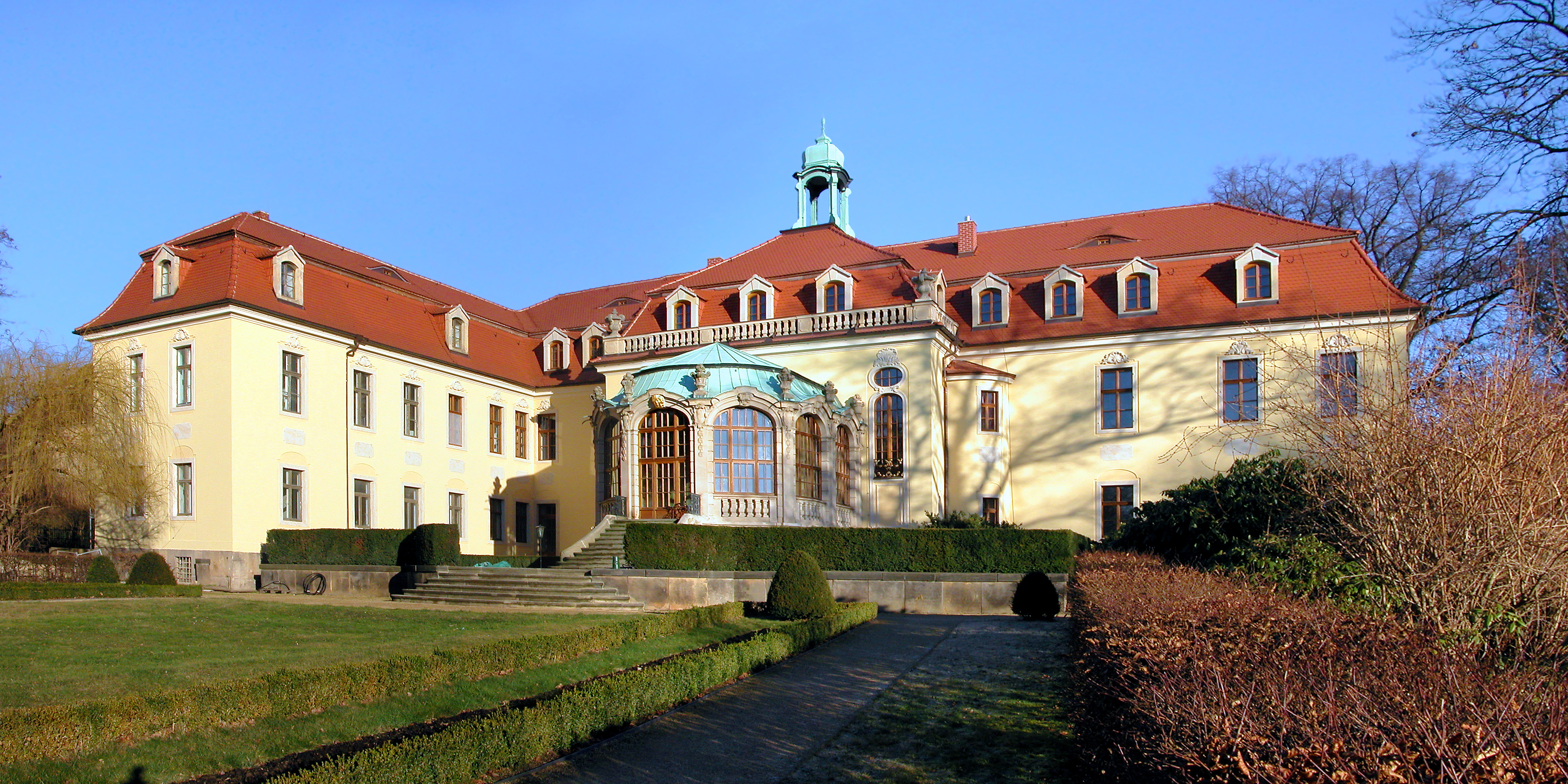
Замок Прошвиц (Мейсен, Саксония)
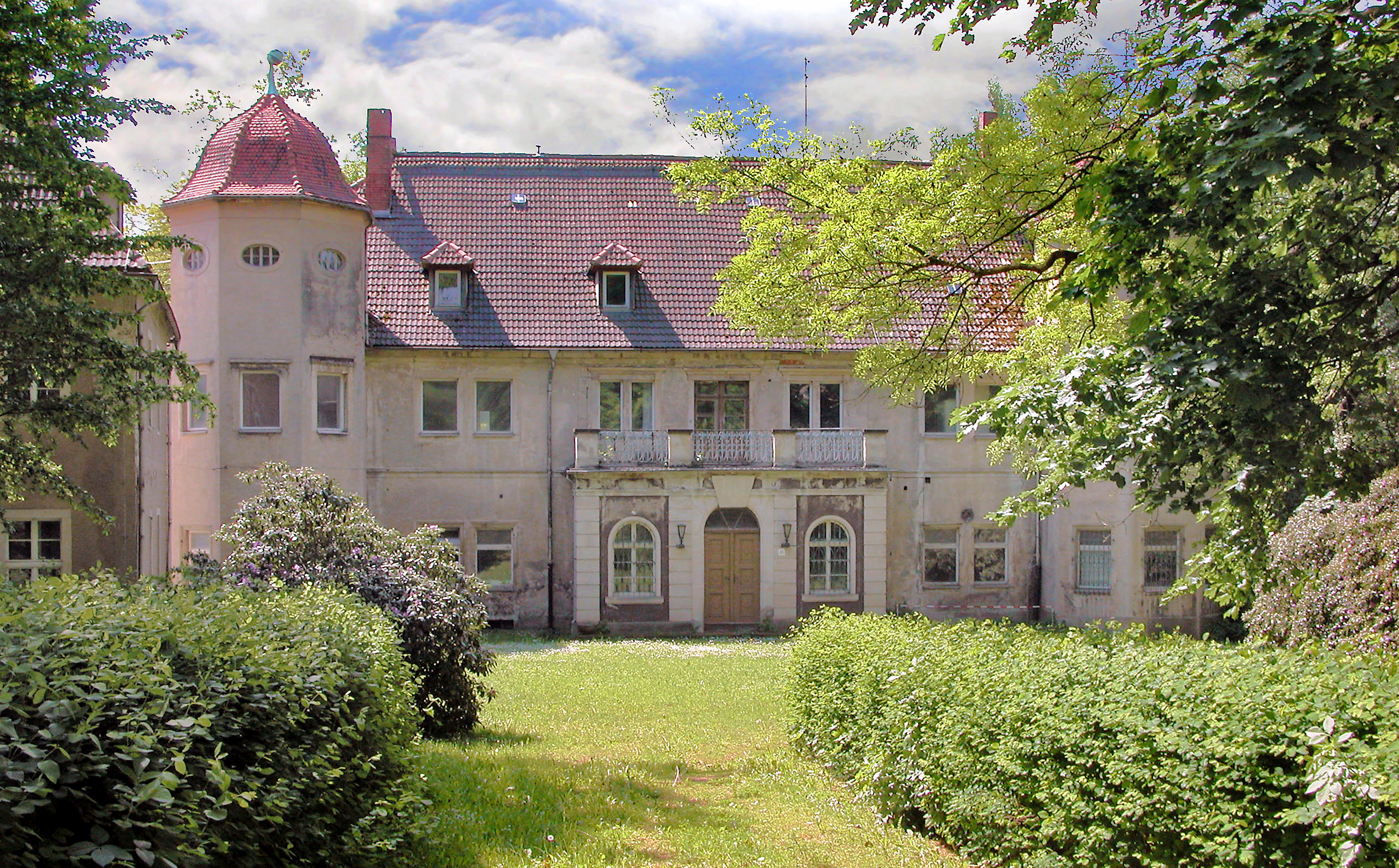
Замок Герсдорф (Стригисталь,Саксония)
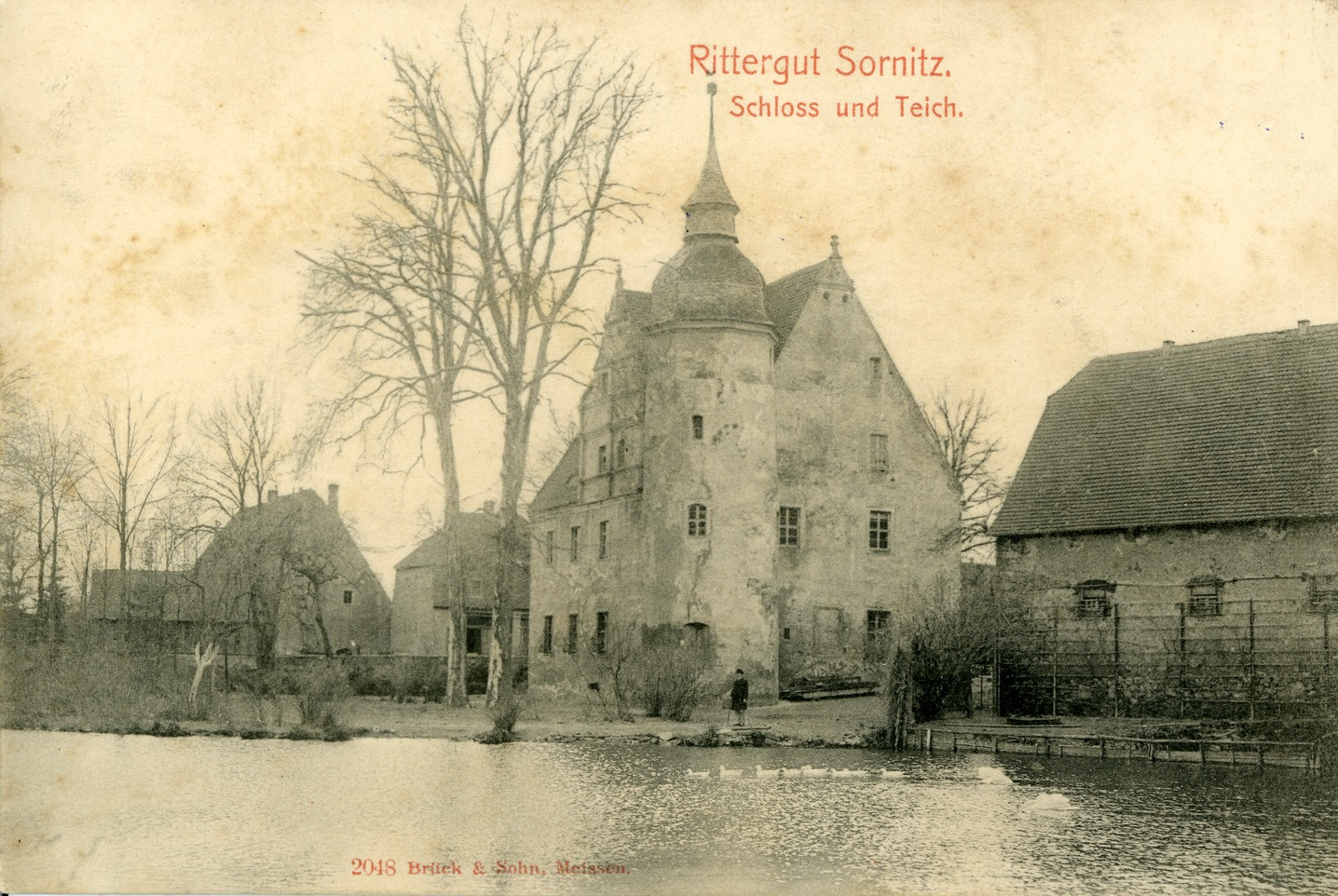
Замок Зорниц (Мейсен, Саксония)
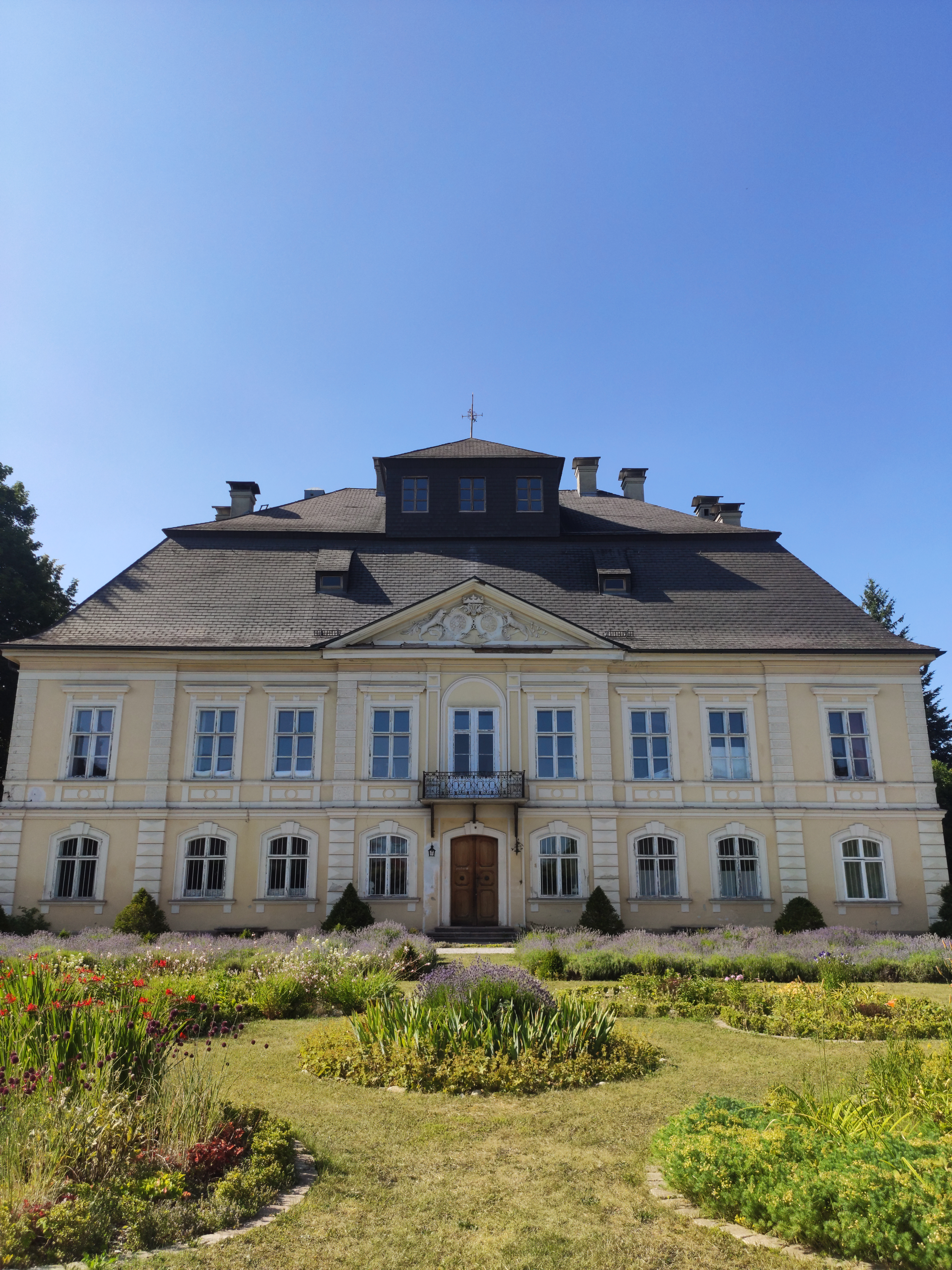
Замок Пфаффштетт, с 1895 по 1909 год принадлежавший членам младшей линии Липпе-Вейсенфельд (Пфаффштетт, Австрия)
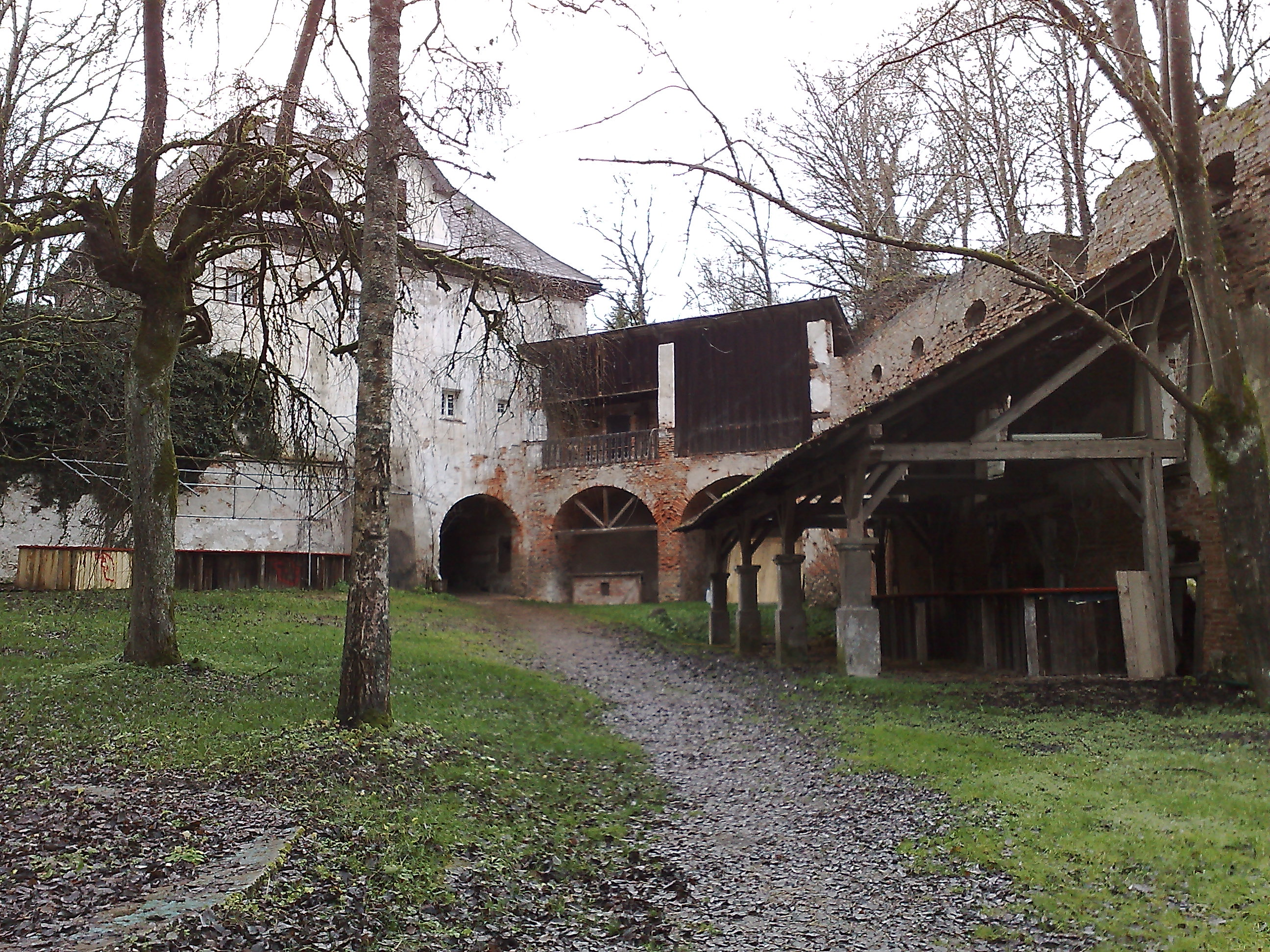
Замок Альт-Вартенбург (Обертальхайм, Австрия)
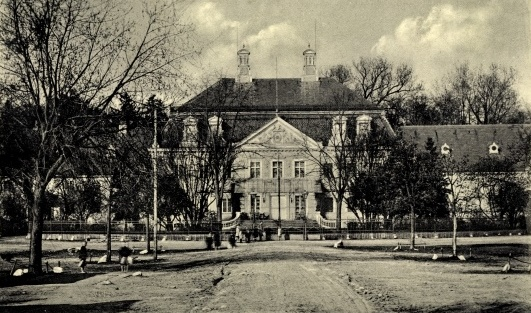
Замок Засслебен (Верхняя Лужица)
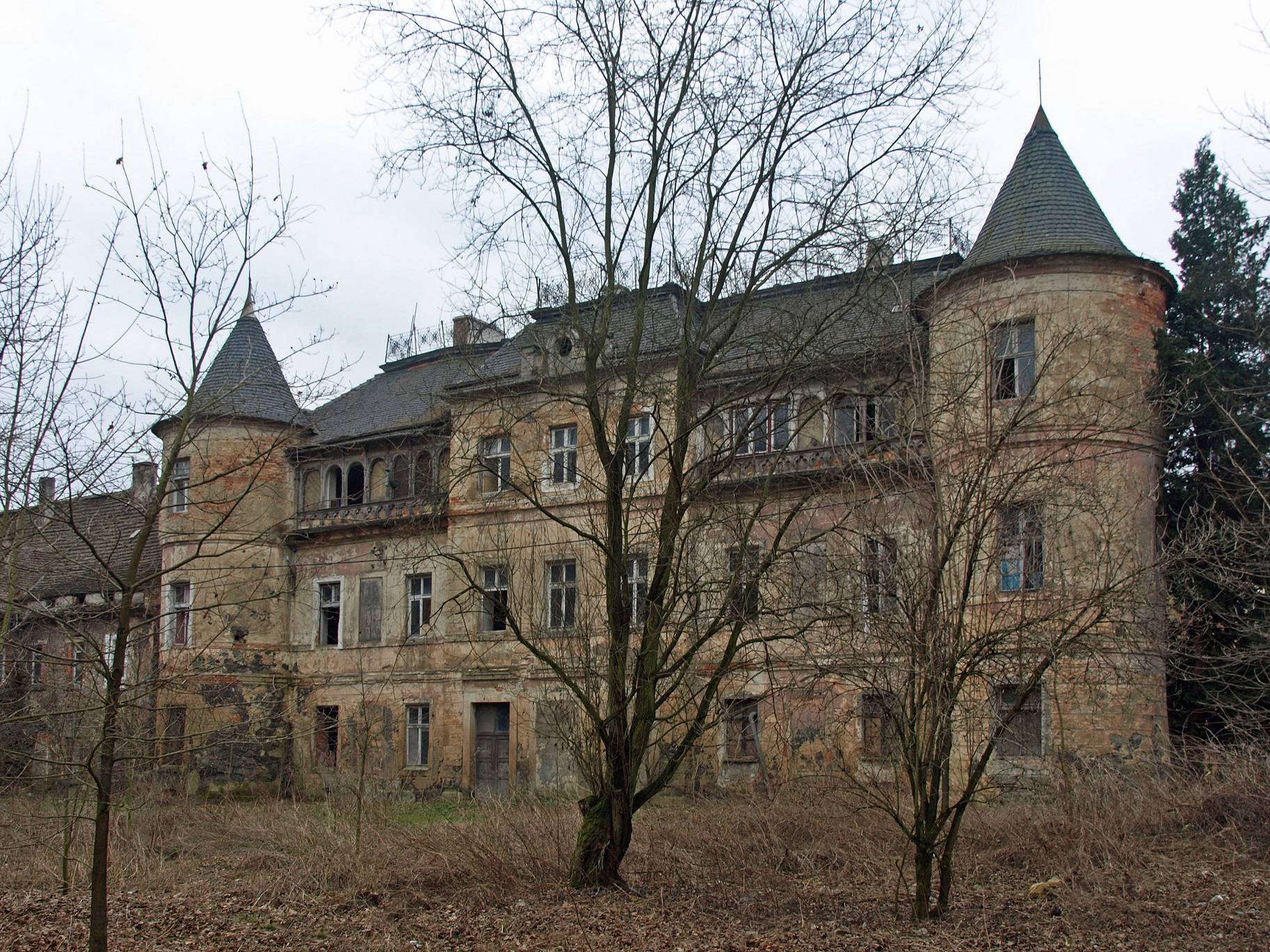
Замок Ломниц , принадлежавший графу Георгу цур Липпе-Вейсенфельд (1894—1897), (Згожелецкий повет, Польша)